# Ota Pavel
Ota Pavel (vlastním jménem Otto Popper, 2. července 1930 Praha – 31. března 1973 Praha) byl český prozaik, novinář a sportovní reportér. Je autorem sportovních a autobiografických próz s tématy z vlastního dětství.

## Životopis
Narodil se v Praze jako třetí, nejmladší syn židovského obchodního cestujícího Lea Poppera (1899–1968) a jeho ženy Hermíny, rozené Netrefové (1905–1977). Bydlel s rodiči a bratry v Praze 7 v ulici Farského (dříve Strossmayerova) v domě Husova sboru. Odtud se rodina z existenčních a rasových důvodů přestěhovala v roce 1939 do Buštěhradu, do domku otcových rodičů. Obecnou školu navštěvoval Ota v Praze, měšťanskou školu v Buštěhradu (nyní Základní škola a Mateřská škola Oty Pavla – Buštěhrad). 
Velice se zajímal o sport. Za druhé světové války, po transportu starších bratrů Jiřího a Huga do koncentračního tábora (únor 1943) a otcově transportu (konec 1944) žil sám s matkou, která nebyla židovského původu, v Buštěhradě na Kladensku. V roce 1944 se stal hornickým učněm na dole Prago v Dubí u Kladna. Po skončení války se Otův otec i bratři vrátili živí domů. Všichni členové rodiny byli organizováni v KSČ, v roce 1947 vstoupil do strany i Ota. Absolvoval dvouletou obchodní školu (1945–1947) v Praze na Smíchově a souběžně navštěvoval jazykovou školu. V roce 1960 složil maturitu na střední škole pro pracující.
Po válce hrál hokej za Spartu, byl kapitánem dorosteneckého mužstva (později na Spartě mládež trénoval), ale především se věnoval činnosti redaktora. V letech 1949–1956 (s výjimkou let 1951–1953, kdy absolvoval vojenskou službu) působil v Československém rozhlase, zprvu krátce ve zpravodajské redakci, poté jako sportovní redaktor, kam byl přijat na doporučení svého přítele Arnošta Lustiga. Mezi lety 1956 a 1957 zastával stejnou pozici v časopise Stadion a poté několik let v armádním týdeníku Československý voják. Ve Stadionu také vycházely jeho první literární pokusy, především fejetony ze sportovního prostředí.
Jako redaktorovi mu bylo umožněno cestovat, například v roce 1962 doprovázel armádní fotbalové mužstvo Dukly Praha do USA (tuto zkušenost zpracoval v knize Dukla mezi mrakodrapy), dále navštívil Francii, Švýcarsko, Jugoslávii,  Sovětský svaz aj.
Při zimní olympiádě 1964 v Innsbrucku u něj propukla vážná duševní choroba (zřejmě maniodepresivní psychóza), v jejímž důsledku se pokusil podpálit statek nad Innsbruckem. Kvůli této nemoci odešel roku 1966 do invalidního důchodu. Několikrát pobýval v psychiatrických léčebnách. Zemřel v pražském Výzkumném ústavu psychiatrickém na srdeční selhání ve věku 42 let. Je pohřben na Novém židovském hřbitově na Olšanech vedle svého otce.
Některé jeho prózy, především Zlatí úhoři a Smrt krásných srnců byly zfilmovány.
Od února 2000 nese jméno Oty Pavla gymnázium v Praze-Radotíně. Bylo tak učiněno ve spolupráci s jeho bratrem Hugem Pavlem. K okolí gymnázia (Berounka, Brdy) se totiž vztahují některá Pavlova díla.

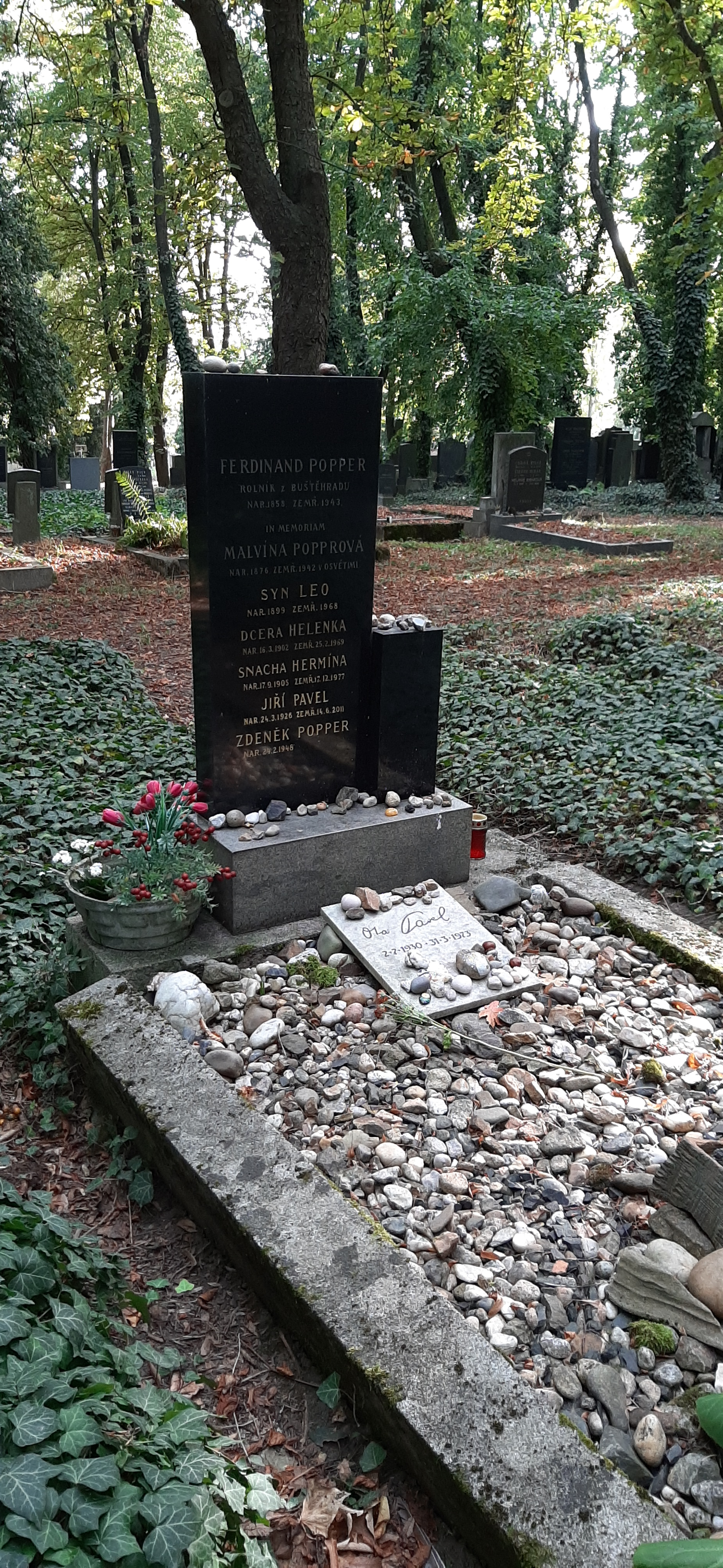
Hrob rodiny Oty Pavla na Novém židovském hřbitově v Praze

V roce 2002 bylo v Buštěhradě zřízeno muzeum věnované životu a dílu Oty Pavla. Expozice obsahuje množství fotografií, dokumentů a originálních osobních předmětů.

## Dílo

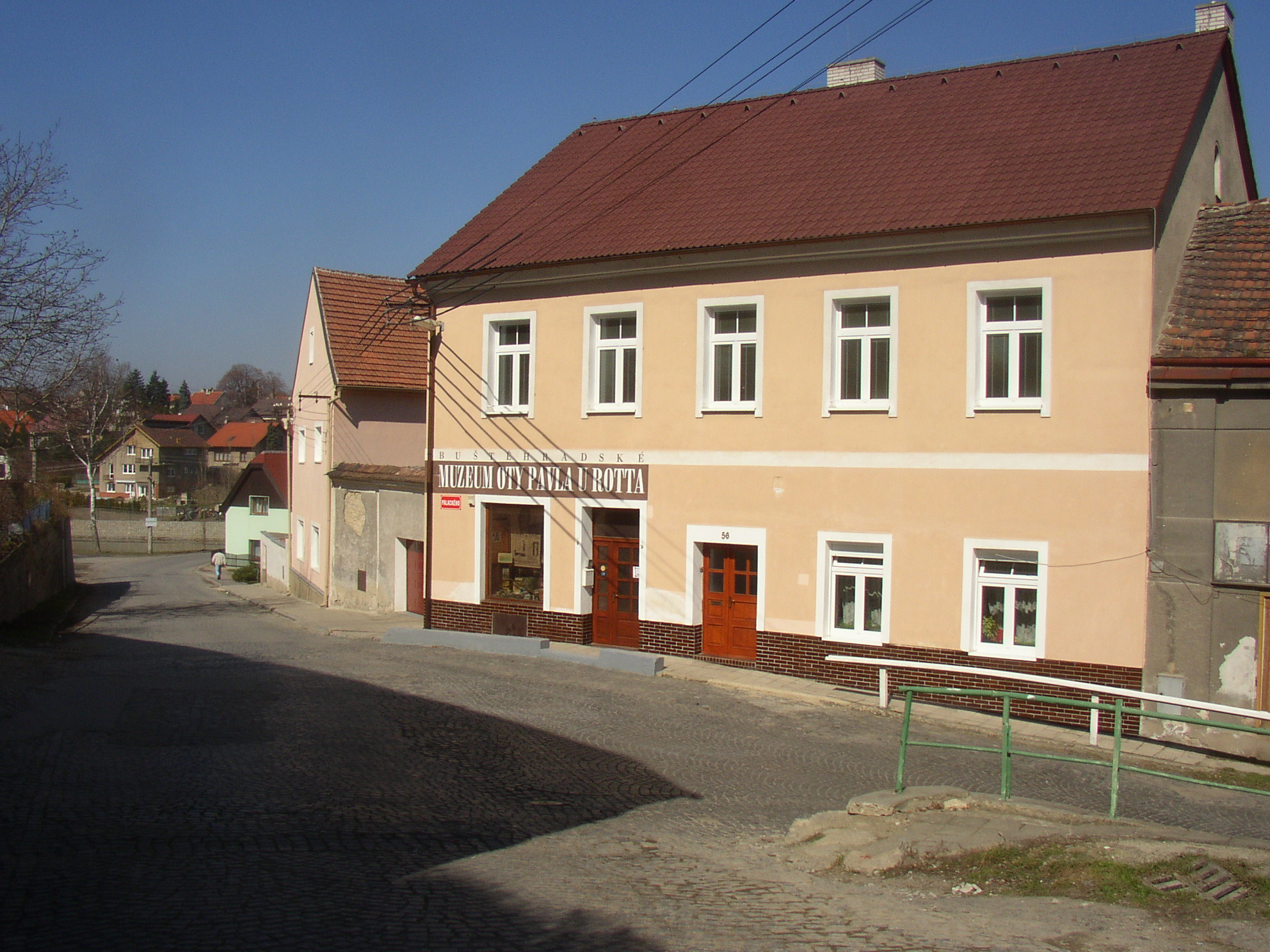
Buštěhradské muzeum Oty Pavla

- Hory a lidé, 1964 – kniha fotografií Viléma Heckela, ke které Pavel napsal doprovodný text
- Dukla mezi mrakodrapy, 1964 – próza se sportovní tematikou, kombinace prvků beletrie a sportovní reportáže, o úspěchu českého fotbalového mužstva v zámoří
- Plná bedna šampaňského, 1967 – povídky ze sportovního prostředí
- Cena vítězství, 1968 – výbor z knih Dukla mezi mrakodrapy a Plná bedna šampaňského
- Pohár od Pánaboha, 1971 – próza ze sportovního prostředí
- Smrt krásných srnců, 1971 – vzpomínková próza, vzpomínky na dětství a především na život autorova otce Lea, svérázného židovského obchodníka
- Syn celerového krále, 1972 – próza ze sportovního prostředí, 16 povídek o slavných sportovcích
- Jak jsem potkal ryby, 1974 – vzpomínková kniha, tentokrát zaměřená na autorův život, především na jeho milované rybaření
- Pohádka o Raškovi, 1974 – próza ze sportovního prostředí o životě českého skokana na lyžích Jiřího Rašky psaná formou pohádky („V nevelkém městě Frenštátě uprostřed beskydských hor žil švec Oldřich Raška. Měl za ženu Bedřišku a měl čtyři děti. Dvě holky, Věru a Ladislavu, a dva kluky, Zdeňka a Jirku…“)

### Posmrtně vydané výbory
- Fialový poustevník, 1977 – obsahuje Smrt krásných srnců a Jak jsem potkal ryby
- Veliký vodní tulák, 1980 – výbor z díla
- Zlatí úhoři, 1985 + rozšířené vydání 1991 (dvě Pavlovy povídky, „Běh Prahou“ a „Prase nebude“, se kvůli cenzuře nedostaly do prvního vydání tohoto souboru a vyšly až v přepracovaném vydání roce 1991)
- Výstup na Eiger, 1989
- Mám rád tu řeku, 1989
- Jak šel táta Afrikou: Povídky, 1994
- Olympijské hry a jiné povídky, 1995
- Omyl a jiné povídky, 1995
- Proč mám rád sport?., 2009

### Sebrané spisy
V roce 2002 připravila Slávka Kopecká v pražském nakladatelství HAK (Humor a kvalita) souborné vydání literárního díla Oty Pavla v edici Sebrané spisy Oty Pavla:
- sv. 1 – Dukla mezi mrakodrapy
- sv. 2 – Plná bedna šampaňského
- sv. 3 – Pohár od Pánaboha : Pohádka o Raškovi
- sv. 4 – Smrt krásných srnců
- sv. 5 – Syn celerového krále
- sv. 6 – Jak jsem potkal ryby
- sv. 7 – Povídky z šuplíku (výběr článků, úvah, reportáží a povídek vydávaných během autorovy dvacetileté publicistické práce; texty z pozůstalosti, které v 70. letech kolovaly pouze v opisech a později byly zařazovány do různých povídkových výborů).

## Memoáry
- Věra Pavlová (manželka): Vzpomínky na Otu Pavla: jsem z Bránova i Buštěhradu – prdelka mi říkají…,  ©1993
- Arnošt Lustig: Okamžiky s Otou Pavlem, 2010

#### Příspěvky v periodikách, chronologicky (výběr)
- MAŇÁK, Vratislav. Realistický efekt Oty Pavla. Reprezentace a konstrukce reality v literární reportáži = Ota Pavel’s Reality Effect. The Respresention and Construction of Reality in Literary Journalism. Civilia: revue pro oborovou didaktiku společenských věd. 2022, roč. 13, č. 1, s. 63–75. ISSN 1214-1348.
- DOLEŽAL, Miloš. Autor toho dobrého: před devadesáti lety se narodil spisovatel Ota Pavel. Roš Chodeš. 2020, roč. 82, č. 7, s. 8–9. ISSN 1210-7468. Dostupné také z: https://www.fzo.cz/wp-content/uploads/ros-chodes-2020-07.pdf
- RADIL, Vladimír. Reportážní povídka o chatě u ledové strouhy: (Ota Pavel a Želivka). Pod Blaníkem. 2018, roč. 22 (44), č. 1, s. 25–28. ISSN 1213-1040. Dostupné také z: http://www.tkv.cz/pdf/periodika/podblanikem/44/01/25_28.pdf
- DAVID, Jaroslav a DAVIDOVÁ GLOGAROVÁ, Jana. Chrematonymy in Literary Texts – Illustrated with Short Stories by Bohumil Hrabal and Ota Pavel. Acta onomastica. 2016, roč. 55, s. 61–68. ISSN 1211-4413.
- NĚMÝ, Miroslav. A ďábel měl shořet v plamenech… Hry, kde vypukla nemoc Oty Pavla. In: iDNES.cz [online]. 2014-01-22 [cit. 2025-07-11]. Dostupné z: https://www.idnes.cz/oh/olympismus/innsbruck-1964-ota-pavel.A140120_2024243_zoh-dalsi-zpravy_ten
- KOVÁŘ, Pavel. Ota Pavel. Reflex. Speciál. 2010, roč. 21, 201009–201012 (podzim), s. 28–34. ISSN 0862-6634.
- KŮS, Martin a HEJDA, Ondřej. Prdelka mu říkali – člověk Ota Pavel. Rakovnický deník. 2008, č. 76, s. 4. ISSN 1212-5857.
- KOVÁŘ, Pavel. Ota Pavel. Reflex. 2001, roč. 12, č. 28, s. 54–57. ISSN 0862-6634.

### Film, chronologicky
- Pohár za první poločas (TV film). Režie Karel Pokorný. Československo, 1972, 62 min. Předloha: povídka Oty Pavla
- Čestné kolo (TV film). Režie Antonín Moskalyk. Československo, 1973, 77 min. Předloha: povídky „Omyl“ a „Prokletý cyklista“ (o cyklistech Janu Veselém a Janu Kubrovi)
- Kapři pro Wehrmacht (studentský film). Režie Karel Smyczek. Československo, 1975, 21 min. Předloha: povídka
- Smrt krásných srnců (studentský film). Režie Vladimír Merta. Československo, 1975, 32 min. Předloha: povídka
- Zlatí úhoři (TV film). Režie Karel Kachyňa. Československo, 1979, 84 min. Předloha: povídka
- Králíci s moudrýma očima (studentský film). Režie Miroslav Balajka. Československo, 1982, 20 min. Předloha: povídka
- Smrt krásných srnců. Režie Karel Kachyňa. Československo, 1986, 91 min. Předloha: kniha
- Slzy na stoncích trávy – dvoudílný amatérský dokument, 1988, Ing. Libor Hlavatý[1] (1988 cena přehlídky filmů o umění Arsfilm Kroměříž „Kroměřížský tolar“; cena „Oscar junior“ Benátky filmových amatérů, Benátky nad Jizerou)[2]
- Ota Pavel (TV film, dokument). Režie Eugen Sokolovský ml. ČR, 1996, 24 min. (Vzpomínky Otova staršího bratra Huga Pavla a spisovatele Arnošta Lustiga)
- Jak jsem se zbláznil. Epozoda seriálu Příběhy slavných Série 2. Režie Roman Vávra. ČR, 2001, 51 min.
- Hrdinové posledního ráje Oty Pavla. Režie Tomáš Pešula. ČR (Střední průmyslová škola sdělovací techniky), 2006. (Česká televize, soutěž mladých tvůrců, 1. místo v kategorii dokument)[3]
- Můj bratr Ota Pavel (TV film, dokument). Režie George Agathonikiadis. ČR, 2015, 45 min. (Vzpomínání Otova staršího bratra Huga Pavla)
- Můj Ota Pavel (studentský film, dokument). Režie Michaela Danielová. (Včetně rozhovoru s Jiřím Pavlem, neteří Oty Pavla Terezou Pavlovou, vnukem převozníka Karla Proška Václavem Proškem, Radkou Haničincovou, manželkou Petra Haničince.) Viz Literatura: DANIELOVÁ, Michaela. Ota Pavel známý i neznámý. Praha, 2017, s. 53–74.